# Pickrell
Pickrell – wieś w Stanach Zjednoczonych, w stanie Nebraska, w hrabstwie Gage.